# Novoselivka, Hlobîne
Novoselivka (în ucraineană Новоселівка) este un sat în comuna Jukî din raionul Hlobîne, regiunea Poltava, Ucraina.

## Demografie
Componența lingvistică a localității Novoselivka
     Ucraineană (84,09%)
     Rusă (15,15%)
     Alte limbi (0,76%)
Conform recensământului din 2001, majoritatea populației localității Novoselivka era vorbitoare de ucraineană (84,09%), existând în minoritate și vorbitori de rusă (15,15%).